# Vega, Västerås
Vega är en  stadsdel i det administrativa bostadsområdet Skallberget-Vega i Västerås. Området är ett bostadsområde som ligger öster om Rocklunda.
I Vega finns bostäder, villor, radhus och hyreshus.
Området avgränsas av Nordanbygatan, grönområden mot Nordanby och Skallberget, E18 och Vasagatan.
Området gränsar i norr till Tunby, i öster till Nordanby och Skallberget, i söder över E18 till Iggebygärdet och i väster till Rocklunda.